# 维也纳之战
维也纳之战（英語：Battle of Vienna）发生于1683年9月12日，是波蘭立陶宛聯邦與哈布斯堡帝國聯軍對围困维也纳两个月的鄂圖曼帝国军队進行的一場解圍之戰。这场阻止了鄂圖曼帝国攻入欧洲行动的戰役被視為鄂圖曼帝國向外擴張的句點，并维持了哈布斯堡王朝在中欧的霸权。

## 背景
三十年戰爭結束後，哈布斯堡帝國元氣大傷，奧斯曼土耳其趁此機會展開對歐陸的攻勢，而首要目標是維也納。攻占维也纳城早已是奥斯曼帝国的战略抱负，因为其联锁控制着多瑙河（黑海到西欧）南欧与陆上（东地中海到德国）贸易路线。在此由显要的科普鲁律家族支持的第二次围攻期间前（第一次发生于1529年），奥斯曼帝国执行了大量的后勤准备，包括修建通往神圣罗马帝国与其后勤中心的桥与道路，运输来自全奥斯曼帝国各地的弹药、火炮与其他资源到这些中心并进入巴尔干半岛。奧斯曼土耳其更與法王路易十四達成戰略同盟，共同對付哈布斯堡帝國。1679年起瘟疫已在维也纳肆虐。

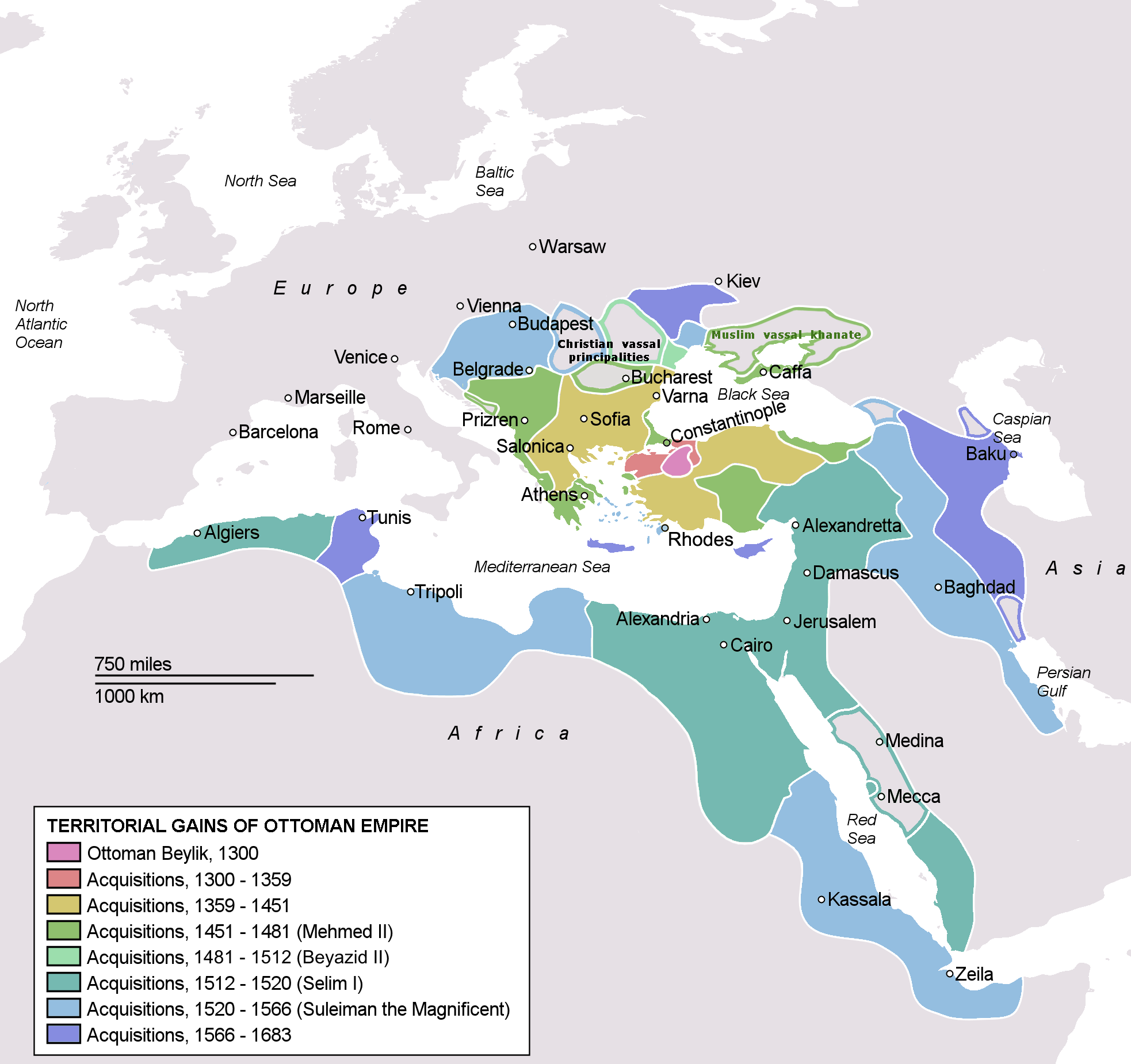
奥斯曼帝国于1683年

## 軍隊規模
这场大规模的战争由波兰国王揚三世·索別斯基率领的波兰-奥地利-德意志军队获得胜利，他们打败了大维齐尔卡拉·穆斯塔法·巴沙率领的奥斯曼帝国军队。
奥斯曼帝国军队于1683年7月14日开始围困维也纳，由大首相卡拉·穆斯塔法領軍，军队大约有138,000人（虽然大部分并没有参与战斗，而且当中只有50,000名具作战经验的士兵，其余是作支持的兵员）。当中决定性的一战发生于9月12日，神聖同盟有70,000人的援军抵达，对抗奥斯曼军队。
联军由以下的军队组成：
- 揚三世·索別斯基的30,000名波兰军队（立陶宛人未有参与战斗）
- 查理五世率领的18,500名奥地利军队
- 華爾戴克親王蓋歐格·腓特烈（英语：Georg Rimpler）率领的19,000名法兰克尼亚、士瓦本和巴伐利亚军队
- 约翰·乔治三世率领的9,000名萨克森军队

而波兰立陶宛联邦国王揚三世是这支联军的主帅。

## 解圍
維也納被圍困近兩個月後近乎彈盡糧絕，利奧波德一世最後更怯戰秘密逃離維也納，導致守軍及市民的士氣跌至谷底。解圍的援軍終於9月12日抵達維也納，但是他們沒有立刻進攻圍城中的鄂圖曼人，而是花了一個上午的時間小心選擇有利的地形布陣。索別斯基謹慎觀察維也納周遭地勢，發現維也納西郊山脈的禿頭山 (德語：Kahlenberg)，地勢居高臨下可俯瞰整個維也納平原，可謂戰略要地，於是選擇於該點發起突襲，先由神羅軍將數門重炮艱苦地推至山頂，擬先以炮火壓制鄂圖曼軍，再以精銳波蘭翼騎兵 (Winged Hussars)往下衝鋒。在幾波試探性的交鋒後，索別斯基認為時機已經成熟，並大約在下午三點後下令全軍衝鋒。
由於統帥穆斯塔法帕夏的疏忽，鄂圖曼軍幾乎完全沒有準備任何野戰防禦工事來應付援軍的背面突襲，使得以步兵、炮兵為主的鄂圖曼部隊，必須在一馬平川、毫無屏障的維也納平原上直接承受禿頭山頂神聖羅馬帝國炮兵的猛烈炮火、以及波蘭翼騎兵可怖的正面衝鋒；遭受突襲後的鄂圖曼軍陣型完全被擊潰，倉惶撤往東方潰退。

## 結果
1683年的維也納戰役被史學家公認為鄂圖曼帝國由盛轉衰的關鍵。鄂圖曼帝國在過去雖然也曾吃過敗仗，但除了1571年的勒班陀戰役外從沒有受過如此慘重的打擊，從此以後帝國在歐洲被迫轉攻為守。戰役結束後，大维齐尔卡拉·穆斯塔法·巴沙被蘇丹穆罕默德四世處死，但蘇丹本人也在四年後因為第二次摩哈赤戰役的失敗而被廢黜。
此戰是中東欧諸國与鄂圖曼帝国持续三個世紀以来衝突的最大轉捩點。戰後教皇英諾森十一世見鄂圖曼帝國勢衰，乘勢發動第五次神聖同盟，組織歐洲各國包括奧地利帝國、西班牙帝國（均屬哈布斯堡王朝）、波蘭立陶宛聯邦、俄羅斯帝國、意大利半島諸城邦對鄂圖曼帝國發起了長達16年的大土耳其戰爭。鄂圖曼帝國在戰爭中節節敗退，當中奧地利殲滅大量鄂圖曼軍主力，更逐步奪回匈牙利南部和特兰西瓦尼亚。1699年，雙方簽訂和約，鄂圖曼帝國對歐洲的擴張正式劃下句點。

## 註腳
1. 1 2 3  Podhorodecki, Leszek, , Bellona: 83, 2001
2. ↑  Podhorodecki, Leszek, , Bellona: 106, 2001
3. ↑  Podhorodecki, Leszek, , Bellona: 105, 2001
4. ↑  Podhorodecki, Leszek, , Bellona: 83, 106, 2001
5. ↑  Forst de Battaglia, Otto, , Styria Vlg. Graz: 215 of 1983 Polish translated edition, 1982
6. ↑  Wimmer, Jan, , MON: 306, 1983
7. 1 2
8. 1 2 3 4
9. ↑  Podhorodecki, Leszek, , Bellona: 140–41, 2001
10. ↑  Nähere Untersuchung der Pestansteckung, page 42, Pascal Joseph von Ferro, Joseph Edler von Kurzbek, royal publisher, Vienna 1787.
11. ↑  . Wien-Vienna.   [2006-08-28]. （原始内容存档于2006-01-11） （德语）.
12. ↑  杜子信. . 臺北. 2020: 98–100. ISBN 978-957-14-6771-9.

## 延伸閱讀
- Bruce, George. . Van Nostrand Reinhold. 1981.
- Cezary Harasimowicz "VICTORIA" Warsaw 2007, novel ISBN 978-83-925589-0-3

## 参閱
- 奥斯曼帝国
- 维也纳
- 哈布斯堡王朝
- 神圣罗马帝国
- 圍城日: 1683年9月11日